# ФК Викинг
ФК Викинг (норв. Viking FK) норвешки је фудбалски клуб из Ставангера. 

## Историја
Клуб је основан 1899. године, а утакмице игра на стадиону Викинг капацитета 15.900 места. Клуб је један од најуспешнијих у норвешком фудбалу, а освојио 8 титула националног првака и 6 куп такмичења. Последњи трофеј који је клуб освојио 2019. био је Куп Норвешке. Викинг је играо и победио највише мечева у првој лиги, више него било који други клуб. У целој историји постојања прве лиге Норвешке само три пута није учествовао у њој — 1966/67, 1987/88 и 2018.
Од европских достигнућа тима вреди истаћи победу над енглеским Челсијем у Купу УЕФА 2002/03, победа над Спортингом из Лисабона у сезони 1999/00. и пласман у групну фазу Купа УЕФА 2005/06.

## Успеси
- Елитсеријен:
  - Победник (8): 1958, 1972, 1973, 1974, 1975, 1979, 1982, 1991.[2]
  - Друго место (2): 1981, 1984.

- Куп Норвешке:
  - Победник (6): 1953, 1959, 1979, 1989, 2001, 2019.[2]
  - Финалиста (5): 1933, 1947, 1974, 1984, 2000.